# ボブ・ディラン (アルバム)
『ボブ・ディラン』（英: Bob Dylan）は、1962年にリリースされたボブ・ディランのデビュー・スタジオ・アルバム。ディランを見出したコロムビア・レコードのジョン・ハモンドによりプロデュースされ、2曲の自作曲「ウディに捧げる歌」「ニューヨークを語る」の他、「朝日のあたる家」「死にかけて」などトラディショナルなフォークやブルースの楽曲を主に収録している。
当初の売り上げは振るわずアメリカではチャート・インしなかったものの、1963年グラミー賞最優秀フォーク・レコーディングにノミネートされ、その後の活躍により1965年に全英アルバム・チャートで最高13位を記録した。

## 解説
このアルバムでは、ソングライターとしてのディランの面目はまだ十分発揮されていないが、シンガーとしての基本的なスタイルとギター演奏やハーモニカ演奏における卓越性を聴くことができる。それは、アコースティック・ギターおよびハーモニカによるドライブ感溢れる伴奏と、しゃがれ声による荒削りなボーカルであるが、一般の嗜好には必ずしも合わないものであった。だが、その声は意識的に作り出したものであり、後の『ナッシュヴィル・スカイライン』（1969年）などに示された声が、彼本来のものであるという説もある。しゃがれ声で歌う理由についてディランは、「ジョーン・バエズ・イン・コンサート」第二部のジャケット・ノートで、「ただ一つの美は裂け目や敷石の中にある埃や垢でできた服をまとっている」「汚い声のほかはどんな声も私は少しも関心がない」と述べている。これは彼独自の考えではなく、1961年9月のニューヨーク・タイムズに発表されたロバート・シェルトンによるコンサート・レビューでも、ディランの歌唱について、「決してきれいではないが、南部の労働者の想念の持つ粗野な美をとらえようとしており、殻と樹皮がそのまま残された、燃えるような強さに満ちている」という評価がされている（このレビューは後述のようにレコード化に力があったもので、ライナー・ノーツにも記載された）。また、ディランが歌を学んだジャック・エリオットも同じような声で歌っており、労働者の生活感情を表現するためにはそのような声がふさわしいという考えが、ディラン周辺のフォークシンガーの間に存在していたことを示している。

## 収録曲

### Side 1
1. 彼女はよくないよ - You're No Good – 1:40
  - 作詞・作曲: Jesse Fuller
2. ニューヨークを語る - Talkin' New York – 3:20
  - 作詞・作曲: ディラン
3. 死にかけて - In My Time of Dyin' – 2:40
  - トラディショナル、編曲: ディラン
4. いつも悲しむ男 - Man of Constant Sorrow – 3:10
  - トラディショナル、編曲: ディラン
5. 死をみつめて - Fixin' to Die – 2:22
  - 作詞・作曲: Bukka White
6. プリティ・ペギー・オウ - Pretty Peggy-O – 3:23
  - トラディショナル、編曲: ディラン
7. ハイウェイ51 - Highway 51 Blues – 2:52
  - 作詞・作曲: Curtis Jones

### Side 2
1. ゴスペル・プラウ - Gospel Plow – 1:47
  - トラディショナル、編曲: ディラン
2. 連れてってよ - Baby, Let Me Follow You Down – 2:37
  - トラディショナル、編曲: Reverend Gary Davis・Eric von Schmidt・Dave Van Ronk
3. 朝日のあたる家 - House of the Risin' Sun – 5:20
  - トラディショナル、編曲: ヴァン・ロンク、ディラン
4. 貨物列車のブルース - Freight Train Blues – 2:18
  - トラディショナル、編曲: ディラン
5. ウディに捧げる歌 - Song to Woody – 2:42
  - 作詞・作曲: ディラン
6. 僕の墓をきれいにして（旧邦題：僕の墓はきれいだよ） - See That My Grave Is Kept Clean – 2:43
  - 作詞・作曲: ブラインド・レモン・ジェファーソン

## パーソネル
- ボブ・ディラン - ギター、ハーモニカ、ボーカル
- ジョン・ハモンド - プロデューサー
- ステイシー・ウィリアムズ（ロバート・シェルトン） - ライナー・ノーツ

## レコーディング・セッション
1961年、ニューヨーク・グリニッジ・ヴィレッジのフォーク・リバイバルのムーブメントの中、コロムビア・レコードのプロデューサーであったジョン・ハモンドはフォーク・アーティストを探していた。9月、そのうちの一人であった女性シンガーのキャロリン・ヘスターのアルバムのレコーディングで、ディランはヘスターからハーモニカの演奏を依頼される。準備のため、ディランはヘスターと当時結婚していたリチャード・ファリーニャの2人のアパートメントを訪れ、そこで初めてハモンドと会う。ディランはギターとハーモニカを演奏しヘスターのバックで歌ったが、ハモンドが特別の関心を払っているとは思わなかった。しかしその演奏を見たハモンドは、この時からディランを気に入っていた。
9月26日、グリーンブライアー・ボーイズの前座としてこの日から2週間の予定でフォーク・クラブ「ガーディス・フォーク・シティ」に出演していたディランは、取材に来た音楽ジャーナリストのロバート・シェルトンのインタビューに答え、9月29日、ニューヨーク・タイムズ紙にディランを賞賛するシェルトンの記事が掲載された。9月30日、ヘスターとのレコーディング・セッションが行われ、順調に録音を終えた帰り際、ディランはハモンドにコントロール・ブースへ呼ばれて自分のレコードを出そうと聞かされる。ディランは自分の記事をみんなに見せて回っていたが、ハモンドもこの日の朝に読み、記事が功を奏していた。
10月、正式契約の前に「ニューヨークを語る」などを歌ったデモが行われたとみられている。ハモンドのオフィスで契約書にサインをしたディランはある写真に気づく。それはブルース・ギター奏者でシンガーのジープと名のる男の写真で、以前ディランはジープの実家を訪ね、そこにあった素晴らしいレコード・コレクションを聴いたことがあった。実はこのジープがハモンドの息子ジョン・ハモンド・ジュニアだった。ハモンドは息子からもディランのことを聞いていたのだった。
レコーディングはジョン・ハモンドのプロデュースのもと、11月20日と22日、ニュー・ヨークのコロムビア・レコーディング・スタジオで行われた。かかったコストは$402だったと伝えられている。いずれかのセッションには、当時恋人だったスーズ・ロトロも立ち会っていた。
1961年11月20日録音
- 彼女はよくないよ - You're No Good
- 死をみつめて - Fixin' to Die
- ヒー・ウォズ・ア・フレンド・オブ・マイン - He Was a Friend of Mine[37]
- 朝日のあたる家 - House of the Risin' Sun
- ニューヨークを語る - Talkin' New York
- ウディに捧げる歌 - Song to Woody
- 連れてってよ - Baby, Let Me Follow You Down
- 死にかけて - In My Time of Dyin'

1961年11月22日録音
- マン・オン・ザ・ストリート - Man on the Street[37]
- Ramblin' Blues[36]（"(As I Go) Ramblin' Round"とも、作詞・作曲: ウディ・ガスリー）
- いつも悲しむ男 - Man of Constant Sorrow
- プリティ・ペギー・オウ - Pretty Peggy-O
- 僕の墓をきれいにして - See That My Grave Is Kept Clean
- ゴスペル・プラウ - Gospel Plow
- ハイウェイ51 - Highway 51 Blues
- 貨物列車のブルース - Freight Train Blues
- ハウス・カーペンター - House Carpenter[注 4]

自身の初レコーディングはディランにとって難しい作業だった。各曲あまり多くのテイクが録られず、別テイクを録りたいかハモンドに聞かれると、ディランは「ノーと言いました。同じ曲を続けて2度歌う自分の姿は想像ができない。そんな恐ろしいこと。」と述べている。
現在アウトテイクのうち「ヒー・ウォズ・ア・フレンド・オブ・マイン」「マン・オン・ザ・ストリート」「ハウス・カーペンター」の3曲が、『ブートレッグ・シリーズ第1〜3集』（1991年）に収録されている。「朝日のあたる家」は、1964年にプロデューサーのトム・ウィルソンによりオーバーダブが加えられたオルタネイト・ミックスが Highway 61 Interactive CD-ROM （1995年）に収録されている。
ジャケット写真は、写っているアコースティック・ギターの弦の太さからみるに、裏返しの写真である。

## 楽曲
ディランは知り合ったフォーク・シンガー達の演奏や、彼らから借りたフォーク、ブルース、カントリーの珍しいレコードから、数多くの曲を吸収していた。「一度聴けばよかった。もしくは二度。」とドキュメンタリー映画『ノー・ディレクション・ホーム』（2005年）の中で述べている。スージー・ロトロの姉カーラ・ロトロ（Carla Rotolo）は、ディランが『アンソロジー・オブ・アメリカン・フォーク・ミュージック』 - Anthology of American Folk Music（Folkways、1952年）などのレコードを聴き演奏する曲を探していた、と回想している。『アンソロジー・オブ・アメリカン・フォーク・ミュージック』は1927年から1932年のフォークやブルースの録音を集めたもので、「ハウス・カーペンター」や「僕の墓をきれいにして」が収録されている。「朝日のあたる家」のアレンジは、フォーク・シンガーのデイヴ・ヴァン・ロンクから学んだものであり、「収録曲の半分はヴァン・ロンクがレパートリーにしていた曲」であるとも述べている。
自作曲のうち、「ウディに捧げる歌」はディラン作詞で、尊敬していたウディ・ガスリーへの想いを歌ったものである。ディランはこの曲については「わたしが最初に作った歌らしい歌」、「自作曲の第一号」で「わたしに身を置くべき場所と宿命を教えてくれた人、わたしを出発点に立たせてくれた人への賛辞」、「誰も書いたことのない歌だと自負していた」と述べている。メロディーは「心のなかにいるウディといっしょに、彼の歌のメロディを引用しながらつくった」とも述べており、ウディも得意としていた "1913 Massacre" という曲をベースにしている（すでにある曲想に新しい歌詞をつける方法は、ディランだけでなくウディや当時の多くのフォーク・シンガーが採っていた方法で、 "1913 Massacre" が他の曲を参考にしている可能性もある）。もう1つの自作曲「ニューヨークを語る」もウディの "Pretty Boy Floyd" の歌詞を一部参考にしており、他の曲でも歌い方を真似ていたり、その影響の大きさが聴かれる。
「死にかけて」でディランは、スライド奏法でギターを弾いている。ライナー・ノーツには彼の恋人「スージー・ロトロから借りた口紅の容器でスライドさせている」と記載されているが、ロトロは「わたしは口紅を使ったことがなかった。」とそれを否定している。

## 反響・評価
1962年3月にアルバムはリリースされた。ライナー・ノーツにはニューヨーク・タイムズ紙に掲載されたロバート・シェルトンの記事とステイシー・ウイリアムズによるディランの略歴と曲解説が掲載された（ステイシー・ウイリアムズとはロバート・シェルトンの別名であり同一人物である）。業界の噂ではコロンビアのある重役はディランに "Hammond's Folly" （日本語訳では、「ハモンドの道楽」や「ハモンドの愚行」）のレッテルを貼ったと言われた。アルバムのこの年の売り上げ枚数は、2,500枚とも、4,200枚とも5,000枚とも言われている。
しかし1963年になるとディランは新しいフォーク・アーティストとして期待され始め、アルバムは1963年グラミー賞最優秀フォーク・レコーディングにノミネートされた。
アメリカではチャート・インしなかったが、1965年の英国ツアー中だった5月8日、全英アルバム・チャートに初登場し、最高は13位を記録してチャート内に6週間とどまった。

## チャート
| 1962年         | ビルボード・トップ LP's       | —  |
| 1965年         | 全英アルバム・チャート Top 75 | 13 |
| — は、ランク外 |                               |    |

## リリース
米国
| 日付          | レーベル | フォーマット | カタログ番号 | 付記     |
| ------------- | -------- | ------------ | ------------ | -------- |
| 1962年3月19日 | Columbia | LP           | CL 1779      | モノラル |
| 1962年3月19日 | Columbia | LP           | CS 8579      | ステレオ |
|               | Columbia | CD           | CK 8579      |          |

日本
1962年当時日本ではリリースされず、1966年になって異なるジャケット・カバー写真、異なる曲順の『ボブ・ディラン第3集』（CBS／日本コロムビア）としてリリースされた。1968年にオリジナル通りのジャケット、曲順でCBSソニーよりリリースされた。2005年、紙ジャケCDがオリコンでチャート最高204位を記録した。これまで日本盤では、1曲目の曲名が "She's No Good" と表記されてきたが、2005年のリマスター盤からは米国コロムビア・レコードの通りに "You're No Good" と修正されている。
| 日付           | レーベル            | フォーマット | カタログ番号 | 付記                                                                       |
| -------------- | ------------------- | ------------ | ------------ | -------------------------------------------------------------------------- |
| 1966年5月      | CBS／日本コロムビア | LP           | YS-611-C     | 『ボブ・ディラン第3集』                                                    |
| 1968年         | CBSソニー           | LP           | SONP-50210   |                                                                            |
| 1974年         | CBSソニー           | LP           | SOPL-220     |                                                                            |
| 1976年         | CBSソニー           | LP           | 25AP 268     |                                                                            |
| 1988年11月21日 | CBSソニー           | CD           | 25DP 5281    |                                                                            |
| 1993年9月22日  | ソニー              | CD           | SRCS 6331    | NICE PRICE LINE                                                            |
| 1997年2月1日   | ソニー              | CD           | SRCS 9239    | SUPER NICE PRICE 1600                                                      |
| 2005年9月21日  | ソニー              | CD           | MHCP-835     | 2005年デジタル・リマスター、紙ジャケ、完全生産限定盤、"You're No Good"表記 |
| 2006年12月20日 | ソニー              | CD           | MHCP-1213    | 2005年デジタル・リマスター、NICE PRICE                                     |
| 2009年8月26日  | ソニー              | Blu-spec CD  | SICP-20213   |                                                                            |